# Wrestling Swordfish
Wrestling Swordfish é um filme de curta-metragem norte-americano de 1931, do gênero aventura, produzido por Mack Sennett. Ganhou o Oscar em 1932 para Melhor curta-metragem em live action.